# Aleksandar Aleksandrov
Aleksandar Aleksandrov, född den 9 april 1990 i Sofia, Bulgarien, är en azerisk roddare.
Aleksandrov debuterade på junior-VM tillsammans med dubbelkamraten Georgi Boxhilov år 2005 i Brandenburg, Tyskland. De kom på andraplats i B-finalen och var därmed den 8:e snabbaste båten. 2006 åkte Aleksandrov i singelsculler och förvånade roddvärlden då han tog junior-VM-silver redan som 16-åring. Det gick då på Bosbaan i Amsterdam, Nederländerna. 
Aleksandrov kom tillbaka redan 2007 till junior-VM i Beijing, Kina. Han tog revansch från föregående år och erövrade sitt första junior-VM-guld. Samma år åkte han också på sitt första seniormästerskap, EM, som gick i Poznań, Polen. Där överraskade han med ett EM-brons bland singelsculler herrar.
År 2008 åkte Aleksandrov på sitt sista mästerskap som junior, Junior-VM i Linz, Österrike. Han gick segrande ur två hårda bataljer, den första med Kevin Hermansson från Sverige, i kvartsfinalen som han vann med 7 tiondelar. Den andra i finalen med Hagen Rothe, Tyskland, som han vann med 1,1 sekunder. Aleksandrov tog sitt andra junior-VM-guld på rad, och sin tredje junior-VM-medalj totalt. 
Han tränas av Yuliana Stoeva, och har varit elitaktiv sedan 2003.